# Åke Mokvist
Åke Mokvist, född 24 januari 1944 i Stora Malm i Södermanland, är en svensk journalist och fotograf.
Mokvist utgav 2000 boken De ovanliga: Människor som går mot strömmen som innehåller porträtt i text och bild av människor som på olika sätt inte lever efter samhällets normer. En uppföljare, De ovanliga 2: Där friheten är viktigare än tryggheten, kom 2006. Några av de personer som är med i böckerna är Robert Jäppinen, Magnus Stenbock, Carl Braunerhielm och Sven Lyra. Mokvist är också upphovsman till boken El camino: pilgrimsvandring till Santiago de Compostela, utgiven 2008. Han har medverkat i andra böcker som fotograf.